# الحرب الخاطفة

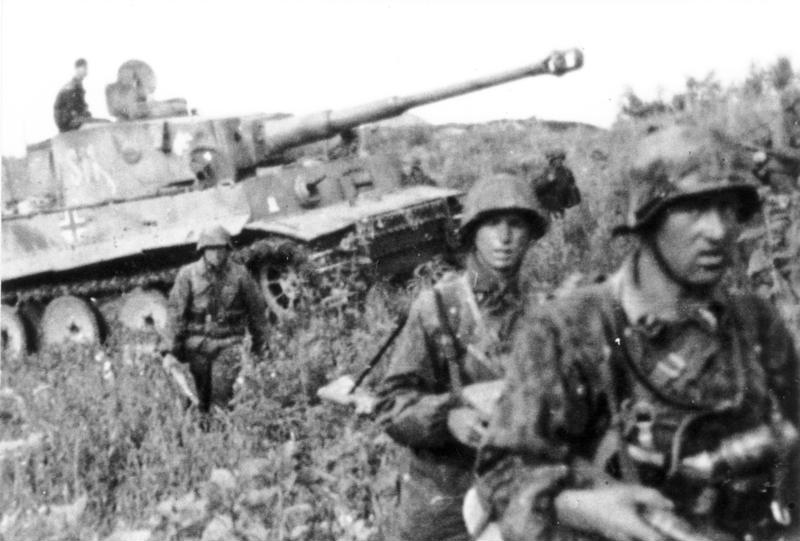
تتميز الحرب الخاطفة باستعمال الدروع بجانب قوات المشاة الآلية والمدفعية ذاتية الحركة لتواكب سرعة الدبابات

الحرب الخاطفة أو حرب البرق أو الحرب الخاطفة الألمانية (بالألمانية: Blitzkrieg; بليتزكريغ، أي حرب البرق)  مفهوم عسكري يستخدم في العمليات الهجومية. تعتمد الحرب الخاطفة على استخدام عنصر المفاجأة والهجوم بسرعة لمنع العدو من الصمود دفاعيًا. طورت عدة دول المبادئ التي قام عليها مفهوم الحرب الخاطفة خلال العشرينيات والثلاثينيات من القرن الماضي، لكن الجيش الألماني (الفيرماخت) كان من طبق هذا المفهوم واستخدمه على نطاق واسع خلال الحرب العالمية الثانية خصوصًا خلال عملية بارباروسا التي سعى فيها الفيرماخت لاجتياح الاتحاد السوفياتي وأيضا في أيام الغزو الألماني لفرنسا.

## أصل المصطلح
أصل مصطلح الحرب الخاطفة غامض. لم يُستخدم مطلقًا كعنوان في العقيدة العسكرية أو في كتيب الجيش الألماني أو القوات الجوية الألمانية، ولم يكن هناك «عقيدة مترابطة مع المصطلح» أو «مفهوم موحد للحرب الخاطفة». يبدو أن المصطلح نادرًا ما استُخدم في الصحافة العسكرية الألمانية قبل عام 1939، ووجدت الأبحاث الحديثة التي أجراها مكتب الأبحاث الألماني (بالألمانية: Militärisches Forschungsamt) في بوتسدام المصطلح في مقالتين عسكريتين فقط من الثلاثينيات من القرن العشرين. استُخدم المصطلح في المقالتين بمعنى ضربة قاضية إستراتيجية سريعة، بدلاً من عقيدة عسكرية راديكالية جديدة أو مقاربة جديدة للحرب. تتناول المقالة الأولى (1935) بصورة أساسية موضوع الإمدادات الغذائية والعتاد في زمن الحرب. يُستخدم مصطلح الحرب الخاطفة للإشارة إلى الجهود الألمانية لتحقيق انتصار سريع في الحرب العالمية الأولى ولكنه لا يرتبط باستخدام القوات المدرعة أو الآلية أو الجوية. ناقش المقال أن ألمانيا يجب عليها أن تطور اكتفاءً ذاتيًا في الغذاء، لأنه قد يثبت مرة أخرى أنه من المستحيل توجيه ضربة سريعة لأعدائها، الذي قد يؤدي إلى حرب طويلة.
في المقالة الثانية (1938)، وُصفت فكرة بدء ضربة قاضية إستراتيجية سريعة بأنها فكرة جذابة لألمانيا ولكن من الصعب تحقيقها على الأرض في ظل الظروف الحديثة (خاصة ضد أنظمة التحصين مثل خط ماجينو)، إلا إذا كان بالإمكان تحقيق عامل مفاجأة كبير واستثنائي. يقترح المؤلف بغموض أن هجوم جوي استراتيجي كبير قد يحمل آفاقًا أفضل ولكنه لم يتطرق إلى الموضوع بالتفصيل. الاستخدام الثالث المبكر نسبيًا للمصطلح في الألمانية كان في كتاب قوة الحرب الألمانية (بالألمانية: Die Deutsche Kriegstrecke ) من قِبل فريتز ستيرنبرغ، وهو يهودي وماركسي واقتصادي سياسي ولاجئ من الرايخ الثالث، ونُشر الكتاب في عام 1938 في باريس وفي لندن بعنوان ألمانيا وحرب البرق. كتب ستيرنبرغ أن ألمانيا لم تكن مستعدة اقتصاديًا لحرب طويلة ولكنها قد تفوز في حرب سريعة («الحرب الخاطفة»). لم يخض في التفاصيل حول التكتيكات ولم يشر إلى أن القوات المسلحة الألمانية قد طورت طريقة عمليات راديكالية جديدة. يقدم كتابه أدلة بسيطة حول كيفية الفوز بانتصارات البرق الألمانية.
في اللغة الإنجليزية واللغات الأخرى، استخدم المصطلح منذ عشرينيات القرن العشرين. استخدمته الصحافة البريطانية لوصف النجاحات الألمانية في بولندا في سبتمبر عام 1939، والتي أطلق عليها هاريس «قطعة من الإثارة الصحفية، عنوان رنان لوصف النجاحات المبكرة المذهلة للألمان في الحرب العالمية الثانية». أُطلق المصطلح لاحقًا على قصف بريطانيا، وخاصة لندن، الذي يعرف ب «قصف لندن (ذا بليتز)». حذت الصحافة الشعبية الألمانية حذو البريطانية بعد تسعة أشهر، بعد سقوط فرنسا في عام 1940، وبالتالي على الرغم من أن الكلمة قد استخدمت باللغة الألمانية، إلا أنها عُممت أولًا في الصحافة البريطانية. أشار هاينز جوديريان إلى أنها كلمة صاغها الحلفاء: «كنتيجة لنجاح حملاتنا السريعة صاغ أعداؤنا ... كلمة بليتزكريغ (الحرب الخاطفة)». بعد الفشل الألماني في الاتحاد السوفيتي في عام 1941، أصبح استخدام المصطلح مكروهًا في الرايخ الثالث، ونفى هتلر أبدًا استخدام المصطلح، قائلا في خطاب ألقاه في نوفمبر 1941، «لم أستخدم مصطلح الحرب الخاطفة مطلقًا، لأنه مصطلح سخيف للغاية». في أوائل يناير 1942، رفض هتلر المصطلح واعتبره «عبارات إيطالية».

## العناصر
تتضمن الحرب الخاطفة شن قذف مدفعي مكثف يهدف إلى إلحاق أكبر قدر من الخسائر بقوات العدو، بالإضافة إلى التأثير على معنويات الجنود المدافعين. ثم يعقب ذلك هجوم بالوحدات الجوية من قاذفات ومقاتلات لتدمير النقاط الدفاعية للعدو، بعد ذلك يأتي دور وحدات المدرعات التي تتبعها وحدات مشاة ميكانيكية مجهزة بآليات مدرعة ومدفعية مضادة للطائرات.
الطائرة يونكرز-87 كانت بداية ظهور ما سمي بالقاذفة التكتيكية، وقد أطلق عليها لقب «شتوكا» وهي كلمة تعني بالألمانية (المنقضة)، هذه الطائرات كانت ذات تصميم وسمات تجعلها ذات كفاءة عالية في قصف أهداف محددة خلف خطوط العدو عن طريق الانقضاض بزاوية حادة في اتجاه تلك الأهداف، وكانت تلك الطائرة مزودة بمضخم للصوت كنوع من الحرب النفسية، خاصة وأنها كانت نوعاً جديداً من الطائرات على ساحات القتال. تبع الهجوم الجوي زحف فرق البانزر المدرعة في تتابع دقيق، يمثل تكتيكاً فريداً من نوعه كان مهندسه الضابط الألماني هاينز جوديريان. وقد تمكن الألمان بطائراتهم المنقضة السريعة، والمخيفة أيضاً، ودباباتهم الجديدة، خفيفة الحركة وسريعة الانتشار، من فرض سيطرة ميدانية مطلقة في أزمنة قياسية بامتياز، في كل من إسبانيا، بولندا، فرنسا، والبلقان. وفي معظم ميادين المواجهات العسكرية المباشرة في أوروبا وخارجها.

## تاريخ
عندما بدا الالمان الحرب الخاطفة لغزو فرنسا لم يفاجئ الفرنسيين فقط بالهجوم وبالاسلحة الألمانية الحديثة بل بالجنود الألمانيين أيضا الذين لا يصيبهم التعب ويتقدمون ليل نهار صوب العاصمة باريس. وفي وقت قياسي دمر الجيش وانهارت الدولة بالكامل. ما لم يكن يعلمه الفرنسيين والحلفاء ان اغلب اطقم الدبابات الألمانية والجنود كانوا تحت تاثير المنشطات. بدا الالمان سنة 1939 بتوزيع حبوب البيرفيتين وهو عقار مشتق من مخدر الميثامفيتامين وقد وزع خلال الحرب على كل الجبهات 200 مليون حبة على الجنود والضباط. وزع عقار البيرفيتين على اطقم الدبابات الألمانية التي هاجمت فرنسا واخترقت الدفاعات الفرنسية بلا توقف حتى ان الاطقم الألمانية كانت تقود ليل نهار لثلاثة أيام متتالية.
لا تسمح ظروف العمق الاستراتيجي ولا التركيبة السكانيه ولا الثروات الطبيعيه للالمان برفاهيه تحمل حرب تحمل طابع استنزافي سواء كان ذلك الاستنزاف في الموارد بشريه كانت أو طبيعيه أو حتي في الوقت وعليه صممت الدبابات الالمانيه ( خصوصا بعد حمله بولندا) بشكل متخصص للغايه للقيام بدورها وفقا لنظريات الحرب الخاطفه. فتبع الألمان نهج الحرب الخاطفة التي تقوم علي اساس الهجمات المركزة والسريعة باستخدام فرق دبابات متخصصه وقوات مشاه مكنيكية سريعه الحركة تستطيع مسايره الدبابات في اتجاهات تكتيكيه محدده ومحدودة وفي مديات قصيره الي متوسطة بحسب الموقف علي الا تتجاوز ذلك مع دعم جوي قريب وتنسيق تام بين مختلف الافرع بشكل يجبر الطرف المدافع علي إعادة تموضع دفاعاته ثم بستخدام السرعة والمناورات الحاده يتم الاخلال بتوازن العدو ومحاصره تشكيلات باكملها والقضاء عليها بسرعة.
أثبتت العسكرية الألمانية أن تكتيكات الصدمة والتأثيرات النفسية لهجوم مدرع كثيف ومنسق ستكون رهيبة فعلاً، ويمكن لتأثيرها أن يمتد إلى مسافات بعيدة عن نقطة الاشتباك. كما تحدث اضطراباً وخلخلة في صفوف المدافعين. مفعول أو تأثير الصدمة الناتج عن هجوم مدرع جيد التخطيط، ومنسق من حيث استخدام مختلف الأسلحة، يعطى بحد ذاته بعض الحماية للقوات المهاجمة ويخفض عدد الإصابات البشرية.ان اول استخدام فعلي لمبدأ الحرب الخاطفة كان على يد الجيش المغولي حيث كان الجيش الغولي كله تقريبا يتكون من سلاح الفرسان وهذا ما جعلها فعلا احد اسرع الامبراطوريات توسعا في التاريخ.

## الاستخدام المعاصر
مهد تكتيك الحرب الخاطفة لظهور مدرسة عسكرية متطورة تجلت في حرب الأيام الستة عام 1967 بين إسرائيل من جهة ومصر والأردن وسوريا من جهة أخرى وفي حرب أكتوبر بين مصر وسوريا من جهة وبين إسرائيل من جهة أخرى، ثم ظهرت مرة أخرى مع تعديل في بعض أسسها في كل من عاصفة الصحراء، والاجتياح الأمريكي للعراق عام 2003.